# 매곡고등학교
매곡고등학교(梅谷高等學校)는 대한민국 울산광역시 북구 매곡동에 있는 공립 고등학교이다.

## 학교 연혁
- 2011년 6월 27일 : 매곡고 신설관련 교과부 심의
- 2013년 2월 13일 : 학교 시설 공사 시작
- 2014년 1월 2일 : 울산광역시 학교 설치 조례(교명확정)
- 2014년 2월 26일 : 학교 시설 준공
- 2014년 3월 1일 : 초대 곽동완 교장 취임
- 2014년 3월 3일 : 272명 8학급 (특수 1학급) 개교
- 2024년 3월 1일 : 제6대 곽도영 교장 취임
- 2025년 2월 6일 : 제9회 졸업식(남 101명, 여 131명 계 232명) 총 2,219명
- 2025년 3월 4일 : 제12회 입학식(남 105명, 여 134명 계 239명)

## 참고 자료
- 매곡고등학교 - 한국교육학술정보원 학교알리미